# 어어부 프로젝트
어어부 프로젝트 사운드는 1994년 백현진, 장영규, 원일이 결성한 대한민국의 밴드이다. 장르는 아방가르드에 가까우며, 전체적으로 난해하다는 평가를 듣고 있다. 구성원 중 원일은 첫 번째 음반 《손익분기점》까지만 같이 활동하고, 이후 백현진, 장영규 두 명이 활동하였다. 당시 어어부 프로젝트의 연주곡을 포함한 모든 노래는 방송금지 판정을 받고 인지도는 낮았으나, 박찬욱, 임상수 감독 등의 영화음악 작업에 참여하기도 하였다.

## 구성원
- 백현진

2008년에 솔로 음반 《반성의 시간》을 발매하고 라이브 앨범 《찰라의 기초》도 발표하였다.
- 장영규

이전 구성원
- 원일

## 음반 목록
정규 음반
- 2014년: 《탐정명 나그네의 기록》
- 2000년: 《21c New Hair》
- 1998년: 《개, 럭키스타》
- 1997년: 《손익분기점》

EP
- 2004년: 《참치월드》